# Hesperapis arenicola
Hesperapis arenicola är en biart som beskrevs av Crawford 1917. Hesperapis arenicola ingår i släktet Hesperapis och familjen sommarbin. Inga underarter finns listade i Catalogue of Life.